# Thiruthangal
Thiruthangal là một thị xã panchayat của quận Virudhunagar thuộc bang Tamil Nadu, Ấn Độ.

## Nhân khẩu
Theo điều tra dân số năm 2001 của Ấn Độ, Thiruthangal có dân số 49.142 người. Phái nam chiếm 50% tổng số dân và phái nữ chiếm 50%. Thiruthangal có tỷ lệ 66% biết đọc biết viết, cao hơn tỷ lệ trung bình toàn quốc là 59,5%: tỷ lệ cho phái nam là 74%, và tỷ lệ cho phái nữ là 58%. Tại Thiruthangal, 13% dân số nhỏ hơn 6 tuổi.